# Маряново (Західнопоморське воєводство)
Маряново (пол. Marianowo, нім. Marienfließ in Pommern) — село в Польщі, у гміні Маряново Старгардського повіту Західнопоморського воєводства.
Населення — 948 осіб (2011).
У 1975-1998 роках село належало до Щецинського воєводства.

## Демографія
Демографічна структура станом на 31 березня 2011 року:
|          | Загалом | Допрацездатний вік | Працездатний вік | Постпрацездатний вік |
| -------- | ------- | ------------------ | ---------------- | -------------------- |
| Чоловіки | 466     | 94                 | 333              | 39                   |
| Жінки    | 482     | 87                 | 295              | 100                  |
| Разом    | 948     | 181                | 628              | 139                  |